# 社会福祉の時間
社会福祉の時間（しゃかいふくしのじかん）は、1971年4月10日から1973年4月2日までNHK教育テレビで放送されていた福祉番組。

## 概要
総合福祉番組として障害者や高齢者福祉について幅広いテーマを扱った。NHK大阪放送局が月1回制作を担当。

## 放送時間
- 1971年度 土曜日12:30-13:00
- 1972年度 日曜日17:00-17:30／土曜日12:30-13:00

## 主なテーマ
- 重度障害者
- 辺地医療
- 老人福祉
- 障害児の教育権
- 沖縄からの発言
- 精神障害と福祉
- 施設を考える
- NHK大阪制作（月1回）
  - 1971年度 びわこ学園からの報告
  - 1972年度 自立への道

## 関連番組
- ハートネットTV
- 社会福祉セミナー
- シルバーシート (テレビ番組)
- すこやかシルバー介護